# Saint-Père, Yonne
Saint-Père là một xã trong tỉnh Yonne của Pháp. Xã này có diện tích

## Hành chính
| Danh sách các thị trưởng               |           |                 |      |                |
| Giai đoạn                              | Giai đoạn | Tên             | Đảng | Tư cách        |
| tháng 3 năm 2001                       |           | Christian Guyot |      | ex-instituteur |
| Tất cả các dữ liệu trước đây không rõ. |           |                 |      |                |

## Thông tin nhân khẩu
| Năm | 1962 | 1968 | 1975 | 1982 | 1990 | 1999 |
| --- | ---- | ---- | ---- | ---- | ---- | ---- |
| Dân số | 377  | 402  | 348  | 356  | 348  | 385  |
| From the year 1962 on: No double counting—residents of multiple communes (e.g. students and military personnel) are counted only once. |      |      |      |      |      |      |